# Coccophagus cinguliventris
Coccophagus cinguliventris är en stekelart som beskrevs av Girault 1909. Coccophagus cinguliventris ingår i släktet Coccophagus och familjen växtlussteklar. Inga underarter finns listade i Catalogue of Life.